# ZERO-ONE Others
《ZERO-ONE Others》（日语：ゼロワン Others）是特摄片《假面騎士ZERO-ONE》衍生的錄影帶首映故事系列作品，東映V-CINEXT的名義系列商品之一。為《令和假面骑士系列》的第一部系列錄影帶首映作品。

## 概要
- 本作品的時間點位於《假面騎士ZERO-ONE》本篇最終話及《劇場版 假面騎士ZERO-ONE REAL×TIME》之後。[1]
- 本作品為《令和假面騎士系列》的第一套OV作品。
- 本作繼《EX-AID Trilogy Another·Ending》後，為第二部有著劇情聯慣性的騎士外傳作品。

## 假面騎士滅亡迅雷

### 本作特色
- 本作以滅亡迅雷.net的4名幹部級成員- 滅、亡、迅、雷為主角。
- 自《假面騎士W》開始，每部假面騎士作品都會在TV本篇結束後公佈錄影帶作品的消息[2]，但今次是在劇場版播映前夕就公開消息[3]。
- 本作首次出現外傳主要角色全員陣亡的情節。
- 本作首次出現於外傳登場在劇中以「假面騎士」自稱的反派騎士。
- 本作首次出現由四人變身成一體的假面騎士。
- 本作繼《假面騎士ZI-O NEXT TIME Geiz Majesty》後，為第二部以四名騎士為主要角色，且同樣以三男一女作為主角的騎士外傳系列作品。
- 本作繼《鎧武外傳 假面騎士杜古/假面騎士納高爾》後，第三次出現該系列的主角未在外傳中登場。[4]
- 本作繼《鎧武外傳 假面騎士納高爾》及《EX-AID Trilogy Another・Ending 假面騎士Para-DX with Poppy》後，再度出現於外傳登場與TV本篇登場外觀相同且為改色版的反派騎士。
- 本作繼《假面騎士W RETURNS 假面騎士Eternal》及《Drive SAGA 假面騎士Heart》後，為第三部以敵方角色作為主角方式登場的主演作品。

### 故事概要
ZERO-ONE還沒結束——
滅亡迅雷.net，復活！
ZAIA的社長里昂·亞克蘭德，將滅亡迅雷.net的迅帶走了。前往營救迅的滅、雷、亡的面前出現大量的『士兵型Humagear』（Sold）。而里昂的目的在於，讓擁有自我意志的『Sold』大量生產，並作為兵器在全世界販售。迅，在知道Humagear被利用作為兵器後非常憤怒，於是告訴前來營救的滅等人『我想讓「Sold」們獲得自由』。為了解放「Sold」們，4人變身成假面騎士進行戰鬥。但在此時，迅卻異變......。
在被里昂捕獲時的迅，到底發生什麼事？按照里昂的「計劃」下，對人類來說『最大威脅』及其存在，卻以意外的型態誕生——。

### 本作用語
WE'RE
原文： / We're
飛電Intelligence在 方舟（Ark） 跟 傑亞（ZE:A） 之後所開發的新一代衛星，而本作中為初號機。
Sold Project
原文： / Sold Project
全名為『自律型士兵Humagear開發計劃』。
為ZAIA的社長 - 里昂·亞克蘭德，為了支配全世界的軍事商務，所實行的計劃。
而迅其實是這個計畫的試作機型，代號為『Sold0』。
Sold
原文： / Sold
由ZAIA所開發的士兵型Humagear的代稱。
Sold MAGiA
原文： / Sold MAGiA
繼MAGiA、Ark MAGiA、Raider後所出現的第四種怪人類型，為Sold變身後的樣貌。
變身方式為直接使用Progrisekey或Zetsumerisekey。
眾生智慧系統
原文： / Mass Brain System
由ZAIA企業開發的人工智慧管理系統，連結至此的個體透過合議制來決定所有個體行動，反抗和自由意志都會被否定，成為合理統率的軍隊。
在本篇結尾將與所有Sold的連結全部中斷，隨後把里昂·亞克蘭德殺死，將滅、亡、迅、雷四人的身體破壞掉，並將ZAIA Enterprise Japan的公司大樓摧毀。
於《ZERO-ONE Others 假面騎士Vulcan&Valkyrie》篇章，將刃唯阿/假面騎士Valkyrie視為首要目標攻擊對象，在與刃唯阿/假面騎士Valkyrie的對決中兩敗俱傷，而獨自回到滅亡迅雷.net基地做修復，最後在與不破諫/假面騎士Vulcan 孤獨野狼的決戰中同歸於盡。
1.) Your opinion has been rejected.
2.) Your opinion has been accepted.
3.) We will Destroy You All.
4.) We will Destroy You.
5.) Go to Utopia!
6.) ZAIA will be extinct.
7.) METSU, BOU, JIN, RAI will be extinct!
8.)  will be extinct.
9.) The power unit has been broken down...
10.) The power unit repairment has been finished.

### 登場人物
滅（砂川脩彌飾/香港配音：張振熙）
假面騎士滅、假面騎士滅亡迅雷的變身者。
滅亡迅雷.net組織的成員。
結尾時機體被假面騎士滅亡迅雷消滅。
亡（中山咲月飾/香港配音：王綺婷）
假面騎士亡、假面騎士滅亡迅雷的變身者。
滅亡迅雷.net組織的成員。
結尾時機體被假面騎士滅亡迅雷消滅。
迅（中川大輔飾/香港配音：張添勝）
假面騎士迅、假面騎士滅亡迅雷的變身者。
滅亡迅雷.net組織的成員。
被·亞克蘭德強行帶回了ZAIA日本分部，也被里昂植入了「眾生智慧系統」資料，從里昂口中得知其復活後的真實身份為士兵型Humagear Sold的原型機『Sold0』。
結尾時機體被假面騎士滅亡迅雷消滅。
雷（山口大地飾/香港配音：蔡威賢）
假面騎士雷、假面騎士滅亡迅雷的變身者。
滅亡迅雷.net組織的成員。
結尾時機體被假面騎士滅亡迅雷消滅。
天津垓（櫻木那智飾/香港配音：何偉誠)
千騎課的課長。
主動向里昂·亞克蘭德提出為何將自己持有的ZAIA千之驅動器擅自拿來使用，卻被里昂以ZAIA本部社長的名義為理由駁回。
不破諫（岡田龍太郎飾/香港配音：陳成港）
結尾時以射擊昇華器試圖阻止假面騎士滅亡迅雷殺死里昂·亞克蘭德但失敗，隨後目睹其將滅、亡、迅、雷四人的身體破壞和摧毀ZAIA日本分部的公司大樓，大樓毀滅後僅受輕傷。
刃唯阿（井桁弘惠飾/香港配音：何凱怡）
A.I.M.S.的隊長。
結尾時收到大門寺茂的通知而得知假面騎士滅亡迅雷的存在，未出現在一線。
亞茲（鶴嶋乃愛飾/香港配音：顧詠雪）
原為方舟的使者，本作中為了接近里昂·亞克蘭德而成為秘書，並與其的關係稱呼為命運的存在。
在里昂·亞克蘭德將驅動器給予迅後向其詢問，最後在里昂下令後被Sold9和Sold20開槍擊毀。

#### 本作登場人物
Sold9（ソルド9）（菅原健 飾/香港配音：李樹燊）
恐狼Sold MAGiA的變身者，士兵型Humagear。
Sold20（ソルド20）（鳴海唯飾/香港配音：何施緯）
劍齒虎Sold MAGiA的變身者，士兵型Humagear。
里昂·亞克蘭德（リオン＝アークランド）（傑·威斯特飾/香港配音：陳力航）
假面騎士ZAIA的變身者。
ZAIA本部的社長，以ZAIA本部社長的名義將天津垓持有的ZAIA千之驅動器拿來使用，打算把士兵型Humagear「Sold」作為全球的通用武器之用。
為了支配全世界的軍事商務實行了Sold Project，向迅揭露其復活後的真實身份為該計劃的試作機型，代號『Sold0』，將 「眾生智慧系統」資料強行植入了迅的體內也揭露是以自己的姓氏來命名衛星「方舟」。
有時以英語說話，每次變身後的口頭禪為：「Presented By ZAIA」
最後被假面騎士滅亡迅雷打敗，吐血身亡。
大門寺茂（大門寺 茂）（相島一之飾）
刃唯阿的上司，國防長官，對Humagear持否定的想法。
在結尾時聯絡刃唯阿，通知假面騎士滅亡迅雷存在一事。

### 本作登場假面騎士

#### 假面騎士滅亡迅雷
變身者： - （替身演員：繩田雄哉、CV： Maynard Plant、Blaise Plant（MONKEY MAJIK））
原文： / Kamen Rider Metsubojinrai
名稱由來：本作惡役組織的名字。
| 形態名稱         | 簡介 | 外觀                                                               | 能力 | 必殺技 |
| Default 基本形態 | 配合 滅亡迅雷驅動器 及使用 Mass Brain ZetsumeriseKey 變身的形態 身高：205.0cm 體重：106.0kg 拳擊力：59.9t 踢擊力：120.8t 跳躍力：121.1m 行動速度：100m / 0.6秒 腕力：106.0t。 | 全身以紫、黑、銀色為主。基底皮套和外甲取自假面騎士滅和假面騎士迅。 | 基礎形態。 由滅亡迅雷四人的意志構築而成，在空間上以3D列印直接呈現姿態，從根本上來看猶如「滅亡迅雷.net」的化身。 戰鬥能力凌駕於滅亡迅雷四位騎士，能使用四位騎士的武器，此外還能將Sold與眾生智慧系統的連接切斷。 但是持續使用此形態，就會逐漸失去滅亡迅雷.net原來的意志，變成一個只會作出破壞行為的存在。 | Mass Brain Impact 原文： 該形態所屬的必殺技（騎士拳）。 右拳匯聚紫色能量，對敵施展足以重創的拳擊。 滅亡迅雷 Impact 原文： 該形態所屬的必殺技（騎士踢）。 右腳匯聚紫色能量，對敵施展足以重創的飛踢。命中對手時，會在背後浮現出「滅亡迅雷net.」的巨大電子數據標誌。 |

#### 假面騎士ZAIA
變身者：里昂·亞克蘭德（替身演員：中田裕士、CV：傑·威斯特）
原文： / Kamen Rider ZAIA
名稱由來：本作世界觀另一科技龍頭的名字。
| 形態名稱         | 簡介 | 外觀                                            | 能力 | 必殺技                                                                                |
| Default 基本形態 | 配合 ZAIA千之驅動器 及使用 Triceratops ZetsumeriseKey 與 Carnotaurus ZetsumeriseKey 變身的形態 身高：206.0cm 體重：99.8kg 拳擊力：58.6t 踢擊力：116.8t 跳躍力：102.5m 行動速度：100m / 0.8秒 腕力：98.0t。 | 全身以黑、紅色為主，外表與假面騎士Thouser相似。 | 基礎形態。 擁有三角龍和食肉牛龍的強烈衝擊力。 無需依賴武器Thousand Jacker也能利用觸碰來竊取對方騎士的戰鬥能力。 | C.E.O. Destruction 原文： 該形態所屬的必殺技（騎士踢）。 右腳匯聚能量，對敵進行腳踢。 |

### 本作登場怪人

#### Sold MAGiA
| 日本原文名字 | 中文名字          | 英文名字                | 變身者 | 身高 | 體重 | 特色 / 能力  | 備註                                                                   |
| ------------ | ----------------- | ----------------------- | ------ | ---- | ---- | ------------ | ---------------------------------------------------------------------- |
|              | 恐狼 Sold MAGiA   | Dire Wolf Sold Magia    | Sold9  | cm   | kg   | 狼類的滅絕種 | 以狼類的滅絕種「恐狼（Dire Wolf）」的失落模組強化而成的狼型怪人。      |
|              | 劍齒虎 Sold MAGiA | Serval Tiger Sold Magia | Sold20 | cm   | kg   | 貓科的滅絕種 | 以貓科的滅絕種「劍齒虎（Serval Tiger）」的失落模組強化而成的虎型怪人。 |

### 本作登場道具
有關參考：用語

#### 變身道具
- 滅亡迅雷驅動器

原文： / Metsubojinrai Driver
里昂·亞克蘭德從亞絲手上獲得的飛電ZERO-ONE驅動器，眾生智慧系統通過滅亡迅雷的意志後變化而成的腰帶，假面騎士滅亡迅雷的變身腰帶。
將滅亡迅雷驅動器的啓動裝置展開進入待機模式後再將ZetsumeriseKey展開並插入驅動器即可變身。
變身的音效為「Progrise! Connection! Connection! Complete! Metsuboujinrai! Quartet with unified will.」，發動必殺技的音效為「Mass Brain Impact! 」或「Metsuboujinrai Impact! 」。

#### ZetsumeriseKey
| 英文名稱    | 日文名稱       | 中文名稱 | 能力                                             | 備註 |
| ----------- | -------------- | -------- | ------------------------------------------------ | --- |
| Mass Brain  | マスブレイン   | 眾生智慧 | 變身成假面騎士滅亡迅雷                           | 存放眾生智慧系統資料的Key型道具，同時也是假面騎士滅亡迅雷的變身道具。 啟動音效為「Mass Brain! 」 二次啓動音效為「Metsuboujinrai's ability!」；三次啓動音效為「Mass Brain's ability!」 完整變身音效為「Connection! Connection! Complete! Metsuboujinrai! Quartet with unified will.」 （日文：「」）                                                                                       |
| Triceratops | トリケラトプス | 三角龍   | 「Military Horn」（軍事之角） 變身成假面騎士ZAIA | 存放滅絕種恐龍「三角龍（Triceratops）」型像資料的Key型道具，同時也是假面騎士ZAIA的變身道具。 啟動音效為「Military Horn」，啓動後會自動展開。 二次啓動音效為「Army Horn!」；三次啓動音效為「President's Horn!」 完整變身音效為「When The Five Weapons Cross, The Jet-Black Soldier ZAIA Is Born. I Am The President.」 必殺技前半音效為「C.E.O」；插入武裝的音效為「Triceratops ability!」 |
| Carnotaurus | カルノタウルス | 食肉牛龍 | 變身成假面騎士ZAIA                               | 存放滅絕種恐龍「食肉牛龍（Carnotaurus）」型像資料的Key型道具，同時也是假面騎士ZAIA的變身道具。 |

### 樂曲
「S.O.S」
- 演唱：MONKEY MAJIK[16][17]
- 作詞：Maynard / Blaise / TAX
- 作曲：Maynard / Blaise
- 編曲：MONKEY MAJIK

### 演員
- 迅 - 中川大輔
- 滅 - 砂川脩彌
- 宇宙小子雷電（雷） - 山口大地
- 亡 - 中山咲月
- 不破諫 - 岡田龍太郎
- 亞絲 - 鶴嶋乃愛
- 刃唯阿 - 井桁弘惠
- 天津垓 - 櫻木那智
- 里昂·亞克蘭德 - 傑·威斯特
- Sold9 - 菅原健
- Sold20 - 鳴海唯
- Sold404 - 阿見201
- 大門寺茂 - 相島一之
- 宅配人員 - 谷手人
- 飛電或人 - 高橋文哉
- 宇宙小子昴 - 桑畑亨成
- 太空人型Humagear - 繩田雄哉

## 假面騎士Vulcan&Valkyrie

### 本作特色
- 本作的故事是《ZERO-ONE Others》系列的第二部，故事承接着《ZERO-ONE Others 假面騎士滅亡迅雷》的故事[18]，亦是ZERO-ONE系列的完結篇[19]。
- 本作繼《Build NEW WORLD 假面騎士Grease》後，為第二部的《假面騎士系列》外傳完結篇作品。
- 本作繼《EX-AID Trilogy Another・Ending 假面騎士Para-DX with Poppy》後，為第二部以一男一女騎士作為主角的騎士外傳作品。

### 故事概要
故事完結 ——
國防長官的大門寺向A.I.M.S.的隊長——刃唯阿下令，要她破壞假面騎士滅亡迅雷。雖然唯阿對該指令感到猶豫，但假面騎士滅亡迅雷的下一個目標已鎖定為唯阿——假面騎士Valkyrie。並且，從ZAIA Enterprise的束縛中逃離的士兵型Humagear——Sold們，為了尋求自由亦向A.I.M.S.展開全面戰爭。
另一方面，目擊到滅亡迅雷.net他們4人壯烈犧牲的不破諫，開始察覺到他們的「本意」。堅決貫徹自己的「正義」，拒絕與假面騎士滅亡迅雷和Sold戰鬥的唯阿的命運會是？並且，不破定下覺悟，以假面騎士Vulcan的身份，試圖完成最後的使命！

### 本作用語
假面騎士Vulcan 股份有限公司
原文：
不破諫為了能行使「飛電ZERO-ONE驅動器」的認證而設立的公司。

### 登場人物
不破諫（岡田龍太郎飾）
假面騎士Vulcan的變身者。
在暗中監視Sold404等人時被Sold9脅持，說出自己的正義和原則後改變Sold9的想法，在Sold404等人攻擊Sold9時前去救援，並說出滅亡迅雷的真正目的，在Sold9系統關機前，被Sold9託付了恐狼ZetsumeriseKey，變身成孤獨野狼與假面騎士滅亡迅雷交戰，最後同歸於盡。
刃唯阿（井桁弘惠飾）
假面騎士Valkyrie的變身者，A.I.M.S.的隊長。
被假面騎士滅亡迅雷視為首要攻擊目標，在被假面騎士滅亡迅雷攻擊時，被Sold20擋下了攻擊，也在Sold20系統關機前，被Sold20託付了劍齒虎ZetsumeriseKey，變身成正義劍齒虎後與假面騎士滅亡迅雷兩敗俱傷，其後被送進醫院治療，在事件結束後帶著Sold9和Sold20在記者會中直接否定大門寺茂的想法。
天津垓（櫻木那智飾)
在A.I.M.S.小隊成員的協助下從被摧毀的ZAIA日本分部廢墟中脫困，也從中拿回了ZAIA千之軀動器。
伊絲（鶴嶋乃愛飾)
在公司內受到不破的請求修復射擊昇華器，但因為是ZAIA研發的物品而無法接受請求，反倒建議去詢問或人。
飛電或人（高橋文哉飾)
為了使不破諫能授權使用「飛電ZERO-ONE驅動器」，主動向不破諫提議成立「假面騎士巴爾幹 股份有限公司」。
榮田（橋渡龍馬飾）
A.I.M.S.小隊的成員。
尾野（竹中隼人飾）
A.I.M.S.小隊的成員。
滅（砂川脩彌飾）
滅亡迅雷.net組織的成員。
亡（中山咲月飾）
滅亡迅雷.net組織的成員。
從刃唯阿口中得知在滅與假面騎士ZAIA交戰而受傷後，為了去修復滅而請假，同時給予一般人也能使用的突擊板機。
迅（中川大輔飾）
滅亡迅雷.net組織的成員。
雷（山口大地飾）
滅亡迅雷.net組織的成員。

#### 本作登場人物
Sold9（ソルド9）（菅原健飾）
士兵型Humagear。
對於不破的行動無法理解，同時學習不破依照自己的原則來行動，前去阻止Sold404等人攻擊A.I.M.S.成員，認為這不是滅亡迅雷.net的意志，結果被Sold404等人認定為叛徒而攻擊，停止機能運作，在系統關閉之前將恐狼ZetsumeriseKey交給了不破，事件結束後受到修復並成為A.I.M.S.小隊的成員。
Sold20（ソルド20）（鳴海唯飾）
士兵型Humagear。
在假面騎士滅亡迅雷攻擊刃唯阿時，替刃唯阿擋下了假面騎士滅亡迅雷的攻擊，停止機能運作，在系統關閉之前將劍齒虎ZetsumeriseKey交給了刃唯阿，事件結束後受到修復並成為A.I.M.S.小隊的成員。
大門寺茂（大門寺 茂）（相島一之飾）
刃唯阿的上司，國防長官。
倖田和彥（倖田 和彥）（伊藤正之飾）
刃唯阿大學時的教授，也是她在人工智能開發方面的恩師。
因與ZAIA合作開發的裝載人工智慧輔助瞄準系統的步槍誤殺人質而辭去。

### 本作登場假面騎士

#### 假面騎士Vulcan
變身者：不破諫（替身演員：淺井宏輔、CV：岡田龍太郎）
原文： / 
| 形態名稱           | 簡介                                                                                        | 外觀                                                                                       | 能力                                    | 必殺技                                                 |
| Lone Wolf 孤獨野狼 | 原文： 配合 飛電ZERO-ONE驅動器 及使用 Dire Wolf ZetsumeriseKey 搭配 Assault Grip 變身的形態 | 全身以藍、黑、銀色為主。除頭部以外，身體造型和假面騎士1型與假面騎士滅 方舟毒蠍有相似之處。 | 特殊形態。 擁有和恐狼一樣的觸覺及視野。 | Lone Wolf Impact 原文： 該形態所屬的必殺技（騎士踢）。 |

#### 假面騎士Valkyrie
變身者：刃唯阿（替身演員：蜂須賀祐一、CV：井桁弘惠）
原文： / 
| 形態名稱                  | 簡介                                                                         | 外觀                                                 | 能力                                  | 必殺技                                                    |
| Justice Serval 正義劍齒虎 | 原文： 配合 A.I.M.S.射擊升華器 及使用 Serval Tiger ZetsumeriseKey 變身的形態 | 全身以橙、白、銀色為主。造型和閃電黃蜂略有相似之處。 | 強化形態。 擁有和劍齒虎一樣的敏捷力。 | Justice Blast Fever 原文： 該形態所屬的必殺技（騎士踢）。 |

### 本作登場道具
有關參考：用語

#### ZetsumeriseKey
| 英文名稱     | 日文名稱         | 中文名稱 | 能力                                                   | 備註 |
| ------------ | ---------------- | -------- | ------------------------------------------------------ | --- |
| Dire Wolf    | ダイアウルフ     | 恐狼     | 變身成恐狼 Sold MAGiA或假面騎士Vulcan 孤獨野狼。       | 存放滅絕種哺乳類「恐狼（Dire Wolf）」形象資料的Key型道具。 不同於恐狼 Sold MAGiA使用時只有鑰匙本身，Vulcan使用時追加安裝突擊握把。 啓動音效為「Dire Wolf」（日文：「ダイアウルフ」） 裝上突擊握把的啓動音效為「Dire Bullet」（日文：「ダイアバレット」） 二次啓動音效為「Dire Wolf's ability!」 完整變身音效為「Register visit! Company Limited! Lone Wolf! It's my rule.」 （日文：「レギスタービシット！バルカンカンパニーリミテッド！ローンウルフ！」） 必殺技啓動音效為「Final Bullet!」（日文：「ファイナルバレット！」） 於前篇《ZERO-ONE Others 假面騎士滅亡迅雷》中，由「Sold9」使用該ZetsumeriseKey變成恐狼Sold MAGiA。 |
| Serval Tiger | サーバルタイガー | 劍齒虎   | 變身成劍齒虎 Sold MAGiA或假面騎士Valkyrie 正義劍齒虎。 | 存放滅絕種哺乳類「劍齒虎（Smilodon）」形象資料的Key型道具。 啓動音效為「Serval Tiger」（日文：「サーバルタイガー」） 二次啓動音效為「Serval Tiger's ability!」；三次啓動音效為「Justice ability!」 完整變身音效為「Get freedom! Serval Tiger! Courage is won by justice that protects lives.」 （日文：「ゲット・フリーダム！サーバルタイガー！」） 於前篇《ZERO-ONE Others 假面騎士滅亡迅雷》中，由「Sold20」使用該ZetsumeriseKey變成劍齒虎Sold MAGiA。 |

### 樂曲
「Frontier」
- 演唱：MONKEY MAJIK
- 作詞：Maynard / Blaise / TAX
- 作曲：Maynard / Blaise
- 編曲：MONKEY MAJIK

### 演員
- 不破諫 - 岡田龍太郎
- 刃唯阿 - 井桁弘惠
- 伊絲 - 鶴嶋乃愛
- 天津垓 - 櫻木那智
- 迅 - 中川大輔
- 滅 - 砂川脩彌
- 宇宙小子雷電（雷） - 山口大地
- 亡 - 中山咲月
- 倖田和彥 - 伊藤正之
- Sold9 - 菅原健
- Sold20 - 鳴海唯
- Sold404 - 阿見201
- 飛電或人 - 高橋文哉
- 大門寺茂 - 相島一之

## 製作人員
- 原作 - 石之森章太郎

## 外部連結
- 《ZERO-ONE Others 官方網站 （页面存档备份，存于）》
- ZERO-ONE Others的X（前Twitter）